# Történeti, Nép- és Földrajzi Könyvtár
A Történeti, Nép- és Földrajzi Könyvtár egy nagy terjedelmű 19. század végi – 20. századi eleji magyar tudományos könyvsorozat. Szerkesztője Szabó Ferenc római katolikus pap volt. 

## Részei
A sorozat a következő köteteket tartalmazta:
- 1–9. Világtörténet 1–9. köt., írta F. J. Holzwarth, 1887–1892.
- 10. ?
- 11–12. Európa története a franczia forradalom kezdetétől a bécsi congressusig (1789–1815). 1-2. köt. Menzel, Weisz, Horváth, Springer és mások művei után írta, 1890.
- 13–16. A legújabb kor története (1815–1885). 1–4. köt., Az 1–2. kötetet Menzel, Bulle, Springer, Horváth, Rogge és mások művei után átd.; a 3. kötetet átdolgozta, a 4. kötetet írta Csuday Jenő, 1889–1895.
- 17. – nem jelent meg
- 18. A bolgárok története. Írta Konstantin Josef Jireček. Ford. Mayer Rezső, 1889.
- 19. A görög királyság története visszapillantással a korábbi történetre. Írta Schmeidler W. F. Károly. Ford. Hommer József, 1890
- 20. Az oláh nyelv és nemz. megalakulása. Írta Réthy László, 1890
- 21. A török birodalom története. Írta Lázár Gyula, 1890
- 22. Bosznia története a legrégibb kortól a királyság bukásáig. Bojnic Iván német átdolgozása után ford. Szamota István, 1890
- 23. A montenegrói fejedelemség története a legrégibb időtől fogva az 1852-ik évig. Szerb okmányok, segédművek ősnépénekek után kidolgozta Andric Sándor. Ford. Kunos Gyula, 1890
- 24. A szerbek története a legrégibb kortól 1848-ig. Írta Thim József, 1892
- 25. A szerbek és bolgárok története Írta Alexander Hilferrding. Ford. Kiss Simon, 1890
- 26. Szerbia és Törökország a 19. században. Írta Ranke Lipót. Ford. Mihályffy Gyula, 1890
- 27. Szkanderbég története vagy a törökök és keresztények a 15. században. Írta Camille Paganel. Ford. Hager József, 1890
- 28. A középkori délszláv uralkodók genealogiai története. Írta Wertner Mór, 1891
- 29–32. Az orosz birodalom története. Írta Lázár Gyula. 1–4. köt., 1890–1891
- 33–35. Az osztrák birodalom története Smets Mór után ford. Répászky Tivadar, 1–3. köt., 1891–1892
- 36. – nem jelent meg
- 37. A jobbágyság története Magyarországon. Írta kereki Nagy Sándor, 1891
- 38. Asszyria és Babylonia a legújabb fölfödözések után. Írta Kaulen Ferenc. A 4. kiad. után ford. Szabó Árpád, 1891
- 39–40. Szerbia külügyi viszonyai az újabb időben [1848–1872]. Írta Ristic János. Ford. Románecz Mihály. 1–2. köt., 1892
- 41. Régi magyar utazók Európában 1532–1770. Összeáll. és magyarázta Szamota István. Előszó: Vámbéry Ármin, 1892
- 42–45. Angolország történelme a legrégibb időktől az újkorig. Írta Lázár Gyula. 1–4. köt., 1892–1893
- 47–48. Dacia, Provincia Augusti. 1-2. köt. Írta Király Pál. [Kiadta] Nagybecskerek (ny. Temesvár), 1893–1894.
- 49. – nem jelent meg
- 50. Budavár keletkezése és hadtörténeti múltja. Írta Újhegyi Béla, 1892
- 51. Az Árpádok családi története. Írta Wertner Mór, 1891–1892
- 52–53. A magyar nemzetségek a 14. század közepéig. 1–2. köt. Írta Wertner Mór, 1892
- 55. IV. Béla király története. Írta Wertner Mór, 1893
- 56–57. Magyarország újabbkori története 1815-tól 1892-ig. Írta Hőke Lajos. 1–2. köt. Átd. s a provizórium és Erdély történetével bővebben kiadta, 1893
- 58. Erdély és Mihály vajda története 1595–1601. Írta Szádeczky Lajos, 1893
- 59–60. A románság. (Politikai, történeti, néprajzi és nyelvészeti közlemény) 1–2. köt. Írta Moldován Gergely, 1895–1896
- 61–62. Cicerone a régi és új Egyptomon át. Olvasó- és kézikönyv a Nílus-vidék barátai számára 1–2. köt. Írta Ebers György. Ford. Schmidt József, 1893
- 63–67. Balbi Adorján egyetemes földrajza a művelt közönség számára, 1–5. köt. Újból földolgozta, kibővítette Czirbusz Géza. [a 4. köt. 1–2. része; az 5. köt. 1–2. része], 1893–1903
- 67[1]–70. A biblia és az ujabb fölfödözések Palesztinában, Egyptomban s Asszyriában. Írta: Vigoroux, Fulcran 1894